# Chapadas do Alto Itapecuru (tiểu vùng)
Chapadas do Alto Itapecuru là một tiểu vùng thuộc bang Maranhão, Brasil. Tiều vùng này có diện tích 24856 km², dân số năm 2007 là 187972 người.